# アルジャーノン・クート (第6代マウントラス伯爵)
第6代マウントラス伯爵アルジャーノン・クート（英語: Algernon Coote, 6th Earl of Mountrath PC (Ire)、1689年6月6日洗礼 – 1744年8月27日）は、アイルランド貴族、イギリスとアイルランドの政治家。

## 生涯
第3代マウントラス伯爵チャールズ・クートとイザベラ・ドーマー（Isabella Dormer、1663年8月27日 – 1691年7月6日埋葬、第2代カーナーヴォン伯爵チャールズ・ドーマーの娘）の息子として生まれ、1689年6月6日にセント・ジェームズ教会で洗礼を受けた。1697年よりセント・ポールズ・スクールで教育を受けた後、1706年5月7日にケンブリッジ大学トリニティ・カレッジに入学した。
1715年から1720年までジェームズタウン選挙区の代表としてアイルランド庶民院議員を務め、1720年3月27日に兄ヘンリーが死去すると、マウントラス伯爵位を継承、1723年3月29日にアイルランド貴族院議員に就任した。1723年8月2日、アイルランド枢密院の枢密顧問官に任命された。またクイーンズ・カウンティ総督も務めた。
1721年11月28日、ダイアナ・ニューポート（Diana Newport、1696年頃 – 1766年7月14日、第2代ブラッドフォード伯爵リチャード・ニューポートの娘）と結婚、1男をもうけた。
- チャールズ・ヘンリー（1725年頃 – 1802年） - 第7代マウントラス伯爵、初代キャッスル・クート男爵

1724年1月、キャッスル・ライジング選挙区の補欠選挙に出馬し、妻の親族の影響力を借りてグレートブリテン庶民院議員に当選した。1721年3月にグレートブリテン貴族への叙爵を求めたが失敗し、議会では常に野党の一員として投票した。1734年イギリス総選挙では出馬せず、1737年5月にボッシニー選挙区の補欠選挙に出馬してペレグリン・ポーレットに敗れた後、1741年イギリス総選挙ではウィリアム・パルトニーの支持を受けてヘドン選挙区から出馬、いったんは敗れたものの選挙申し立てで逆転当選した。
1744年8月27日に死去、9月7日にウェストミンスター寺院に埋葬された。息子チャールズ・ヘンリーが爵位を継承した。